# Barrage Fask
Le barrage Fask est un barrage situé dans la commune de Fask, dans la Province de Guelmim.

## Description
Il se trouve à 30 km de la ville de Guelmim, et c'est un barrage qui contribuera à protéger Guelmim et les autres communes rurales des inondations, et il contribuera également à alimenter la zone en eau potable et à irriguer entre 10 et 20 mille hectares du périmètre agricole du barrage.
Le coût de son achèvement est de 1,5 milliard de dirhams, avec une capacité de 79 millions de mètres cubes, et ce barrage est une attraction touristique importante pour la région.
Le barrage de Fask est le plus grand barrage des régions du sud du Maroc,.
La technologie du béton compacté a été utilisée dans l'achèvement de ce projet pour accélérer le rythme d'achèvement et réduire le coût du projet, et cette technique utilisée combine la technologie traditionnelle du ciment avec la technologie de construction de poussières de toutes sortes et est spécialement conçue pour être pompé dans les tuyaux facilement jusqu'à ce qu'ils atteignent de hautes altitudes. 

## Histoire
Les travaux de construction du barrage de Fask ont débuté en 2018, grâce à un partenariat entre le Maroc et Qatar.
En avril 2021, les travaux de construction de ce barrage ont atteint 43%,.

## Controverse

### Consultation insuffisante des habitants
La construction du barrage de Fask a été marquée par des critiques en raison du défaut de consultation préalable des habitants. Les communautés locales déplorent le manque de transparence et de participation dans le processus décisionnel.

### Controverse sur la Nécessité
Des critiques mettent en doute l'impératif du barrage en soulignant que l'irrigation résultante profitera probablement davantage aux grandes exploitations agricoles qui exploitent les terres de manière intensive qu'aux habitants locaux.

### Méthode de remplissage incertaine et délais prolongés
Des inquiétudes subsistent quant à la méthode de remplissage du barrage, particulièrement dans une région à faibles précipitations. L'incertitude entourant le temps nécessaire pour atteindre la pleine capacité soulève des questions sur la viabilité à long terme du projet.